# Остерија (Пезаро и Урбино)
Остерија је насеље у Италији у округу Пезаро и Урбино, региону Марке.
Према процени из 2011. у насељу је живело 15 становника. Насеље се налази на надморској висини од 483 м.